# フラボドキシン
フラボドキシン（Fld）は、可溶性の電子伝導タンパク質である。フラボドキシンは補因子としてフラビンモノヌクレオチド (FMN) を配位しており、フラボドキシンの特徴的な構造は5本のαヘリックスに囲まれた5本の平行に並ぶβシートである。原核生物、シアノバクテリア、いくつかの真核藻類から単離されている。

## 背景
フラボドキシンは、50年以上前にシアノバクテリアやクロストリジウムから発見された。これらのタンパク質は、嫌気環境での選択圧により進化したと考えられている。太古の嫌気環境では、酸化還元タンパク質として利用可能であったのは、鉄を補因子とするフェレドキシンのみであった。しかし、シアノバクテリアによって酸素が放出され、環境中に酸素が存在するようになると、海洋中に豊富にあった鉄イオンは酸化鉄として沈殿し、鉄依存性であると同時に酸化に弱いフェレドキシンの利用が難しくなった。一方、フラボドキシンは形質が正反対で、酸化に強く鉄を必要としない。そのため、しばらくの間はフラボドキシンが主要な酸化還元タンパク質であったと考えられている。しかし現在では、フェレドキシンとフラボドキシンが同じゲノムに存在する場合、フェレドキシンは依然として利用されており、鉄濃度が制限された条件下ではフラボドキシンが誘導される。

## 構造

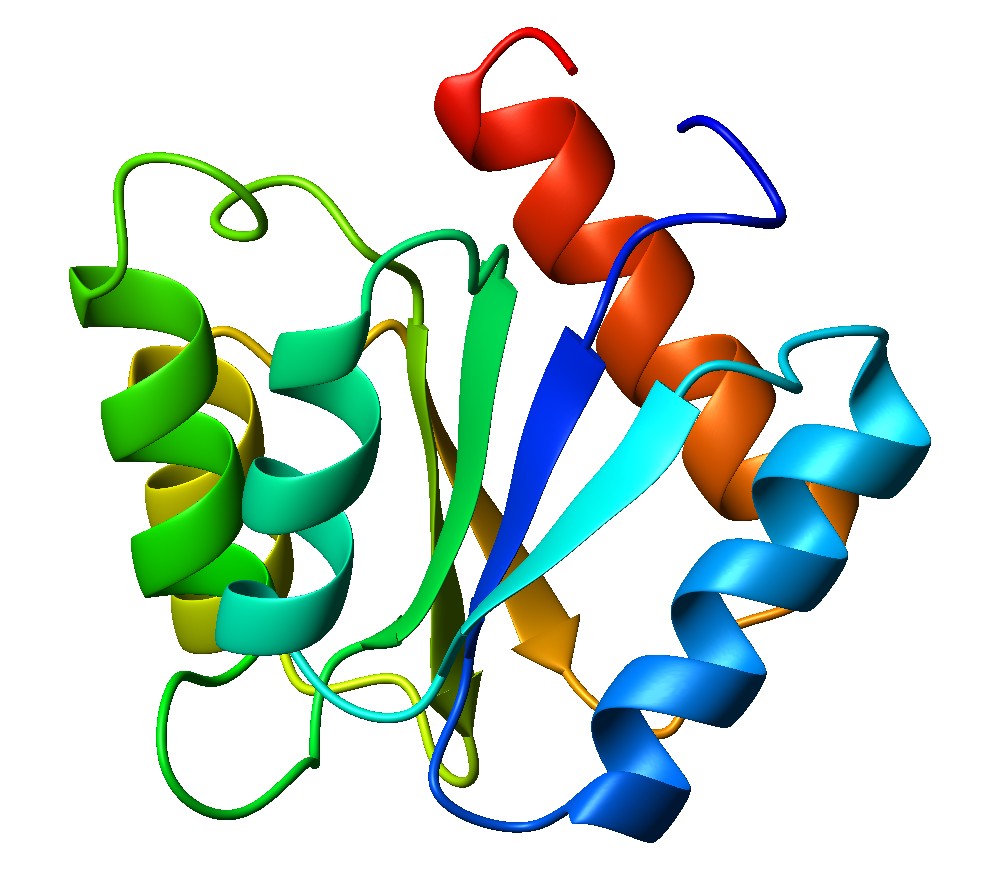
フラボドキシンの立体構造

フラボドキシンには3つの形態がある： 酸化型（OX）セミキノン（SQ）およびヒドロキノン（HQ）である。比較的小さいタンパク質だが（Mw=15-22kDa）、フラボドキシンは「長鎖」と「短鎖」に分類される。短鎖フラボドキシンは140から180アミノ酸残基を含み、長鎖フラボドキシンは最後のβ鎖に20アミノ酸が挿入されている。これらの残基はループを形成し、FMNの結合親和性を高めるだけでなく、中間体形成を助けるために使われる可能性がある。しかし、ループの真の機能が何であるかはまだ定かではない。さらに、FMNはフラボドキシンと非共有結合しており、電子を伝達する働きをしている。

## 医療への応用
ヘリコバクター・ピロリ(Hp)は、ヒトの胃に最も多く存在する病原菌で、ピルビン酸脱炭酸に不可欠なPOR(ピルビン酸酸化還元酵素複合体)にフラボドキシンを必要とする。ほとんどのフラボドキシンはFMNの近くにトリプトファンなどの強い疎水性残基を持つが、Hpはその代わりにアラニン残基を持つため、溶質が入り込むポケットを形成することができる。現在、Hp感染症を治療する目的で、安全性の高いHp特異的なフラボドキシン阻害剤を開発する研究が行われている。

## 反応機構
フラボドキシンが活性を発揮するには、高い負の酸化還元電位が必要である。セミキノンのコンフォメーションは、フラビンのN-5位への水素結合によって安定化される。この結合は、結合部位の近くにあるトリプトファン残基と同様に、SQの反応性を低下させるのに役立っている。ヒドロキノン型は平面的なコンフォメーションを取る事で、不安定化する。電子移動はFMNのジメチルベンゼン環で起こる。

## シアノバクテリアにおけるフラボドキシン

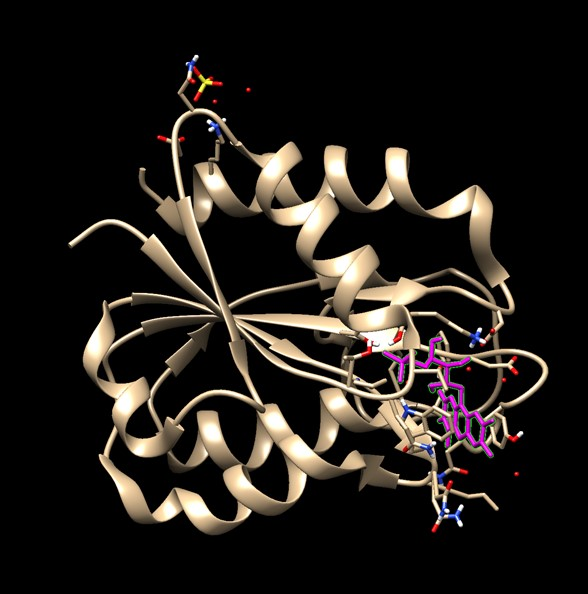
(RCF-1) Anabaena/Nostoc sp.の組換え長鎖フラボドキシンの三量体 (酸化型)。活性部位はマゼンタで強調表示されたFMN（フラビンモノヌクレオチド）。SO_{4}残基は黄色でハイライトされている。ほとんどのフラボドキシンと同様に、結合部位付近の残基は強い疎水性である。

フラボドキシンは様々な酵素と共役して、酸化還元反応に関わっているが、Nostoc sp.のようなシアノバクテリアでは、フラボドキシンは窒素固定を行う特殊な細胞であるヘテロシストに特異的に発現する。窒素固定反応において、フラボドキシンは光化学系Ⅰで供給された電子により還元され、ニトロゲナーゼに電子を伝達する事でN2を還元し、アンモニアととH2を生成する。